# پتر تیده
پتر تیده (آلمانی: Peter Thiede؛ زادهٔ ۱۳ فوریهٔ ۱۹۶۸) قایقران روئینگ اهل آلمان است.